# 한치인
한치인(韓致仁, 1421년 ~ 1477년)은 조선의 문신, 정치인으로 본관은 청주(淸州)이며 시호(諡號)는 공안(恭安)이다. 한확의 아들이며 소혜왕후의 친오빠이고 한치의, 한치례의 친형이자 한치형의 사촌 형이다.
1444년 음서로 관직에 천거되었으며 세종(世宗), 문종(文宗), 단종(端宗), 세조(世祖), 예종(睿宗), 성종(成宗) 등 6명의 임금을 섬겼다. 세조(世祖) 때인 1467년 서천군(西川君)으로 책봉에 이어 서성군(西城君)으로 개봉되었고, 성종(成宗) 때인 1470년 호조참판에 이르는 등 관직 출사 전기보다 후기가 더 순조로운 관직 승진을 하였다.
가족 관계
처: 배천 趙씨, 父 瑞安